# Kerryclarkella
Kerryclarkella is een geslacht van weekdieren uit de klasse van de Gastropoda (slakken).

## Soort
- Kerryclarkella inconspicua K. Jensen, 2015